# Liste der Naturdenkmale in Dienethal
Die Liste der Naturdenkmale in Dienethal nennt die im Gemeindegebiet von Dienethal ausgewiesenen Naturdenkmale (Stand 20. Mai 2024).

## Naturdenkmale
| Nr.         | Bezeichnung | Lage                                       | Beschreibung                                                     | Bild                                    |
| ----------- | ----------- | ------------------------------------------ | ---------------------------------------------------------------- | --------------------------------------- |
| ND-7141-390 | Alte Eiche  | östlich des Ortes an der Pfaffenmühle Lage | Quercus robur, um 1790 gekeimt, 24 m hoch bei 1,14 m Durchmesser | Direkt Bild zu diesem Denkmal hochladen |